# ATP German Open 1968
Il German Open 1968 è stato un torneo di tennis giocato sulla terra rossa. È stata la 62ª edizione del Torneo di Amburgo, la 1ª dell'Era Open. Si è giocato al Rothenbaum Tennis Center di Amburgo in Germania, dal 13 al 19 agosto 1968.

## Campioni

### Singolare
John Newcombe ha battuto in finale  Cliff Drysdale, 6–3, 6–2, 6–4.

### Doppio
Tom Okker /  Marty Riessen hanno battuto in finale  John Newcombe /  Tony Roche, 6–4, 6–4, 7–5.